# Wojciech Mojzesowicz
Wojciech Mojzesowicz, né le 25 juin 1954 à Bydgoszcz, est un homme politique polonais membre du Bloc paysan polonais (PBL). Il est ministre de l'Agriculture entre juillet et novembre 2007.

## Biographie
Il devient président du syndicat Solidarité Rurale de Bydgoszcz en 1981. Aux élections parlementaires de juin 1989, il est élu député à la Diète de la République populaire de Pologne sous les couleurs du Parti paysan unifié (ZSL), qui redevient rapidement le Parti paysan polonais (PSL).
En 1990, il est désigné président du PSL dans la voïvodie de Bydgoszcz. Il est réélu député à la Diète au cours des élections législatives du 27 octobre 1991, avec 5 604 votes préférentiels dans la circonscription de Bydgoszcz.
Lors des élections sénatoriales du 19 septembre 1993, il postule à l'un des deux mandats de la circonscription de Bydgoszcz. Il totalise 54 312 voix, ce qui le classe quatrième du scrutin. Il échoue à revenir à la Diète aux élections législatives du 21 septembre 1997.
À l'occasion des élections locales de novembre 1998, il décroche un mandat à la diétine de Couïavie-Poméranie. Il quitte deux ans plus tard le PSL et se rapproche alors de l'Autodéfense de la république de Pologne (SRP), un parti agrarien de gauche nationaliste. Il se présente aux élections législatives du 23 septembre 2001 dans la circonscription de Bydgoszcz, remporte 14 870 suffrages de préférence et revient ainsi à la Diète.
Ayant pris la présidence de la commission de l'Agriculture et du Développement rural, il entre en conflit avec le président de la SRP Andrzej Lepper en 2002. Il quitte le parti et fonde alors le Bloc paysan polonais (PBL), dont il devient à la fois le président et le chef du groupe parlementaire. La formation est dissoute en 2004, et il rejoint en 2005 le parti conservateur de droite nationaliste Droit et justice (PiS). Lors des élections législatives du 25 septembre 2005, il est réélu avec 12 601 voix préférentielles.
Il démissionne de la présidence de la commission de l'Agriculture le 9 septembre 2006, à la suite d'un conflit avec le groupe parlementaire de la SRP, membre de la majorité. Il est aussitôt désigné secrétaire d'État à la chancellerie de la présidence du Conseil des ministres, chargé de la Politique agricole, par Jarosław Kaczyński. Il doit remettre sa démission dès le 27 septembre, après la diffusion d'enregistrements le mettant en cause dans une tentative de corruption d'une députée de la SRP.
Il suspend sa participation au groupe parlementaire de PiS le 1er juin 2007, pour manifester son opposition à la présence de Lepper au gouvernement. Il y revient finalement le 10 juillet, après la révocation de Lepper par le chef de l'État.
Le 31 juillet 2007, Wojciech Mojzesowicz est nommé ministre de l'Agriculture et du Développement rural dans le gouvernement de coalition du conservateur Jarosław Kaczyński. Au cours des élections législatives anticipées du 21 octobre 2007, il est une nouvelle fois élu, avec 37 634 votes préférentiels, son meilleur résultat personnel mais 80 000 suffrages de moins que Radosław Sikorski.
Il quitte Pis et le groupe parlementaire en avril 2009, pour signifier son désaccord sur l'investiture de Ryszard Czarnecki comme tête de liste aux élections européennes dans la circonscription de Couïavie-Poméranie. Il y revient toutefois en octobre 2010.
Dès le mois de novembre suivant, il abandonne à nouveau sa formation et ses collègues pour rejoindre La Pologne est le plus important (PjN), fondé par des dissidents libéraux de PiS. Il devient aussitôt vice-président du groupe parlementaire, puis du parti le 8 juillet 2011. Il ne se représente pas aux législatives de 2011.
Le 7 décembre 2013, il participe, avec les membres de PjN, à la fondation de La Pologne ensemble (PR), dont il est nommé trésorier. Il décide de se retirer de PR en mars 2014 et relance alors le PBL, sous la présidence de Wacław Klukowski.